# Spirostreptus foveolatus
Spirostreptus foveolatus är en mångfotingart som beskrevs av Porath 1872. Spirostreptus foveolatus ingår i släktet Spirostreptus och familjen Spirostreptidae. Inga underarter finns listade i Catalogue of Life.